# Eduard Dietl
Eduard Wohirat Christian Dietl (Bad Aibling, 21 luglio 1890 – Rettenegg, 23 giugno 1944) è stato un generale tedesco, primo militare ad ottenere, durante la seconda guerra mondiale, la Croce di Cavaliere con Fronde di Quercia.

## Biografia
Eduard Dietl nacque a Bad Aibling, in Baviera, figlio di un funzionario delle finanze bavarese. Nel 1909, al suo secondo tentativo, entrò come allievo ufficiale nel 5º Reggimento Fanteria bavarese, per poi essere nominato sottotenente al termine dei suoi studi presso la Scuola di Guerra di Monaco di Baviera nel 1911. Nominato capitano nel 1915, con il suo reggimento prese parte alla prima guerra mondiale, venendo ferito quattro volte e ricevendo la Croce di Ferro sia di Seconda classe che di Prima (rispettivamente nel 1914 e nel 1916).
Convinto sostenitore del nazismo, si iscrisse al Partito Tedesco dei Lavoratori nel 1919, e prese parte al Putsch di Monaco il 9 novembre 1923. Promosso colonnello il 1º gennaio 1935, comandò il 99º Reggimento da Montagna sia durante l'Anschluss che durante la campagna di Polonia.
Promosso generale di divisione il 1º aprile 1940 e messo al comando della 3ª Divisione da Montagna, partecipò all'operazione Weserübung, l'attacco tedesco contro Norvegia e Danimarca. La divisione di Dietl venne trasferita via mare da una flottiglia di cacciatorpediniere fino al porto norvegese di Narvik, catturandolo dopo un breve combattimento. Poco dopo, una squadra navale britannica attaccò il porto affondando tutte le navi tedesche, isolando le truppe di Dietl. In seguito, truppe francesi, britanniche, polacche e norvegesi sbarcarono in forze per riconquistare il porto; le truppe di Dietl vennero scacciate dalla città solo dopo duri combattimenti, ma si trincerarono sulle colline circostanti. Quando il contingente alleato si ritirò, i tedeschi riconquistarono il porto. L'azione venne ampiamente sfruttata dalla propaganda tedesca, e Dietl fu il primo militare tedesco della seconda guerra mondiale ad ottenere la Croce di Cavaliere con Fronde di Quercia, il 19 giugno 1940.
Il 14 giugno 1940 venne messo al comando del Corpo da Montagna Norvegia (un Corpo d'armata composto dalla 2ª e 3ª Divisione da Montagna), con il quale prese parte, nel giugno del 1941, all'operazione Silberfuchs, l'attacco tedesco contro il porto sovietico di Murmansk; l'attacco non andò a buon fine, e le truppe di Dietl vennero fermate ad appena 50 km dal loro obbiettivo. Il 15 gennaio 1942 sostituì il generale Nikolaus von Falkenhorst alla guida delle truppe tedesche schierate in Lapponia (dal 20 giugno 1942 riunite nella 20ª Armata da Montagna), ma non ottenne grossi risultati.
Il 23 giugno 1944, l'aereo da trasporto Junkers Ju 52 sul quale stava viaggiando assieme ai generali tedeschi Eglseer, von Wickede e Rossi, di ritorno da un incontro con Hitler al Berghof, si schiantò al suolo presso il villaggio di Rettenegg, in Stiria, senza lasciare superstiti.